# シロガシラエボシドリ
シロガシラエボシドリ (Tauraco leucolophus)は、カッコウ目エボシドリ科の鳥類。